# Cruz Vitória para a Austrália
A Cruz Vitória para a Austrália (CV) é condecoração mais alta do sistema de honras da Austrália, prevalecendo sobre a Cruz Vitória original. A CV australiana é a "condecoração para reconhecimento das pessoas que, na presença do inimigo, realizaram actos de bravura notável, ou por algum acto de valor ou de auto-sacrifício, ou extrema devoção ao serviço.
A CV foi criada por carta-patente pela rainha Isabel II em 15 de Janeiro de 1991. Sendo a condecoração mais alta, a CV é a primeira a ser listada na Ordem de Uso da Austrália, e prevalece sobre todas as  ordens, condecorações e medalhas. A condecoração pode ser concedida a membros da Força de Defesa Australiana e outros cidadãos seleccionados pelo Ministro da Defesa. O titular de uma CV pode usar as siglas "V.C." a seguir ao seu nome.
O Governador-geral da Austrália concede a CV, com a aprovação do Soberano, sob recomendação do Ministro da Defesa. A primeira medalha foi atribuída em 16 de Janeiro de 2009 ao soldado Mark Donaldson, pelo salvamento de um interprete das forças da coligação que estava sob fogo inimigo na província de Oruzgan, no Afeganistão. Esta condecoração foi concedida quase 40 anos depois de o oficial Keith Payne ter recebido a CV original, em 24 de Maio de 1969, durante a guerra do Vietname. As CV originais concedidas aos australianos eram, normalmente, entregues pelo Governador-geral ou pelo monarca reinante. A primeira CV da Austrália foi entregue pelo Governador-geral e, numa visita ao Reino Unido, ele foi recebido pela rainha no Castelo de Windsor. Tal como sucede com a CV original, os titulares da CV australiana também têm direito a uma pensão anual dada pelo governo.